# ミニヨーロッパ

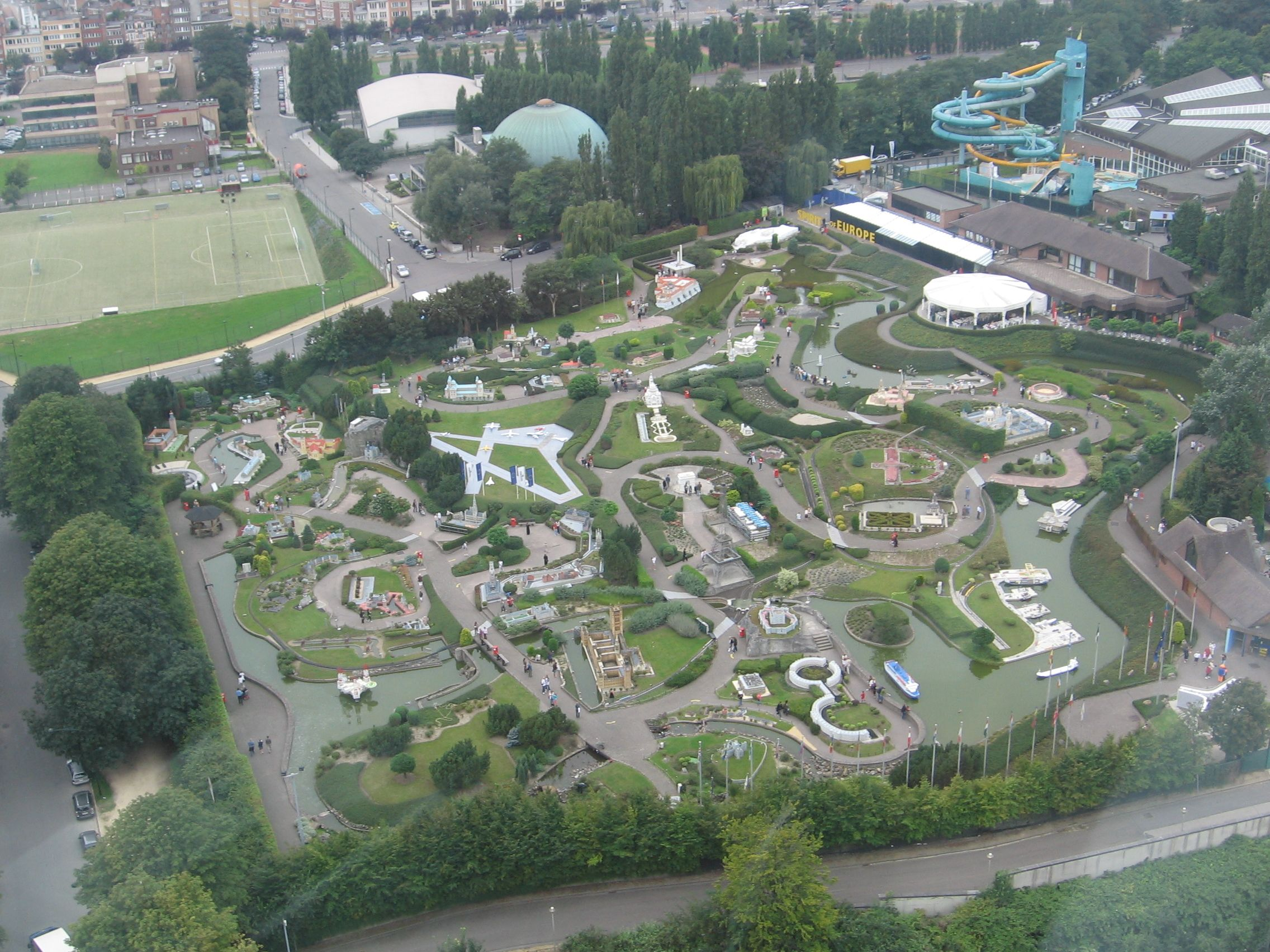
アトミウムからのミニヨーロッパ

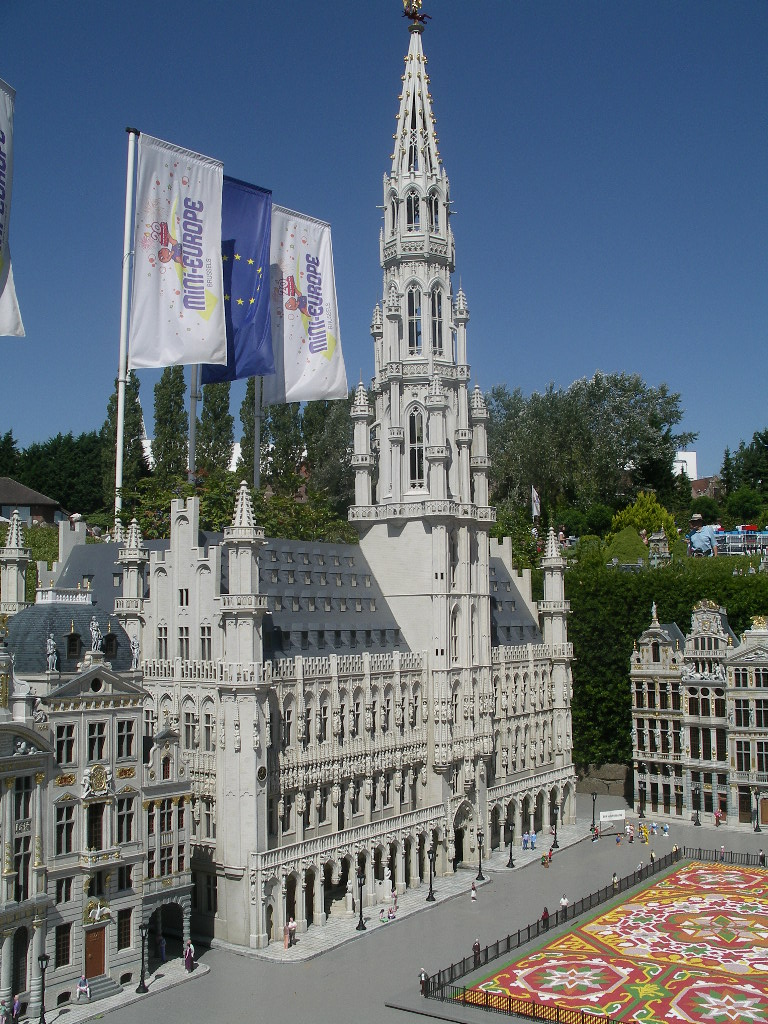
ミニチュアの街ブリュッセル

ミニヨーロッパ (Mini-Europe) は、ベルギーの首都ブリュッセルにあるブルパルク内にあるミニチュアパーク。ミニヨーロッパは欧州連合の記念碑の複製が1：25の縮尺で展示されているほか、およそ80の都市と350の建物が展示されている。近くにアトミウムがある。ミニヨーロッパには年間35万人の来場者があり、その来場収入は400万ユーロである。
公園内には電車、工場、噴火するベスビオ山、ケーブルカーなどの実写モデルがある。ガイドはすべての記念碑に関する詳細を説明してくれる。展示の最後にはヨーロッパの精神展があり、マルチメディアゲームの形式で欧州連合の概要を双方向で伝える。
公園の敷地面積は24000平方メートル（30万平方フィート）。1989年の初期投資額は1000万ユーロで、当時のベルギー王子フィリップによって行われた。

## モデルの一覧
| - グレンダロー修道院ウィックロー県 - キャシェルの岩、ティペラリー県 - ガラルーシ礼拝堂ケリー県 - ウェストミンスター宮殿 / ビッグベン、ロンドン - ストラトフォード＝アポン＝エイヴォン （シェイクスピアの生家、アンハサウェイのコテージなど) - ロングリート, ウィルトシャー - ロイヤルクレセントアンドサーカス、バース - ドーバー城 - アーリントンロウ、バイブリー - ピサのドゥオモ広場, (ピサの斜塔, ピサ大聖堂, 洗礼堂) ピサ - トレヴィの泉, ローマ - ドゥカーレ宮殿とサンマルコ鐘楼, ヴェネツィア - パラッツォパブリック, シエーナ - ヴィラ・アルメリコ・カプラ, ヴィチェンツァ - トルッロのアルベロベッロ - ヴェスヴィオ グレートコースタルゲートとファットマーガレットタワー、タリン - メルク修道院 - ムント塔とモントバーンタワー, アムステルダム - 市庁舎、マーストリヒト - ホーンズブローク城, ホーンズブローク - 教会と家屋、ウートマルシュム - 修道院とクロベニアゴール, ミデルブルフ - オルヴェルテの美術館村 - ハウスとタックスタワー、アルクマールの重量を量る - 風車、キンデルダイク - メインタワーとオデドラかデ、ホールン - 市庁舎、フェーレ - 古代ギリシャの劇場、コウリオン - アテナイのアクロポリス, アテネ - サントリーニ島の伝統的な村 - 聖マルコ教会, ザグレブ - サンティアゴ・デ・コンポステーラ大聖堂 - エル・エスコリアル修道院 - プラザデトロス セビリア - コロンブス記念碑, バルセロナ - ラ・マンチャの風車のある風景 - ブルー教会で, ブラチスラバ - プレシェーレン広場と三本橋, リュブリャナ - 市庁舎, ストックホルム - プラハの天文時計 - シュパイアー大聖堂 - エルツ城 - ホルステン門, ブルグターとザルツスペイサー, リューベック - ブランデンブルク門とベルリンの壁, ベルリン - ベートーヴェンの生家、ボンのあるボンガッセ（通り） - ヴィースの巡礼教会 - ポルタ・ニグラ, トリーア - オストホフェントール、ゾースト - ミレニアムタワー、マクデブルク |  | - バイキングリングの要塞 - ニューハウンとボルセン, コペンハーゲン - セーチェーニ温泉, ブダペスト - オラヴィリンナ, サヴォンリンナ - エッフェル塔、パリ - エトワール凱旋門, パリ - サクレ・クール寺院, パリ - ポンピドゥー・センター, パリ - ロンシャンの礼拝堂, ロンシャン - クロドゥヴージョ - シュノンソー城, ディジョン - アル＝ケ＝スナンの王立製塩所 アークとセナン - グラン＝プラス/ブリュッセル市庁舎, ブリュッセル - ブルッヘの鐘楼, ブルッヘ - ルーヴェン市庁舎, ルーヴェン - ヴェーヴ城, セル - 城塞とノートルダム教会、ディナン - ベルレモン, ブリュッセル - グラスレイ通りとラボット、ヘント - オールデンビーゼン、ライクホーフェン - アントワープのメイン広場 （市庁舎、シルヴィウス・ブラボー、ギルドハウス) - カーティウス博物館, リエージュ - アルトゥスコート, グダニスク - フォールン造船所の労働者への記念碑、グダンスク - ベレンの塔, リスボン - ギマランイス城 - リベイラ, ポルト - アルガルヴェの伝統的な村 - リスボン水族館, リスボン - リラ修道院, リラ山、ユネスコ世界遺産の一部 - ムナドラ寺院 - 自由の記念碑, リガ - ヴィリニュス大学キャンパス、ビリニュス - モゴショア宮殿, ブカレスト - アドルフ橋、ルクセンブルク市 - アリアン5 - ドーバーフェリーの誇り - 空港 - 観覧車 - 石油プラットフォーム - TGV - カリプソ（ジャック・クストーの船） |